# Palaeochiropteryx
Palaeochiropteryx — викопний рід рукокрилих вимерлої родини Palaeochiropterygidae, що існував в еоцені в Європі.

## Назва

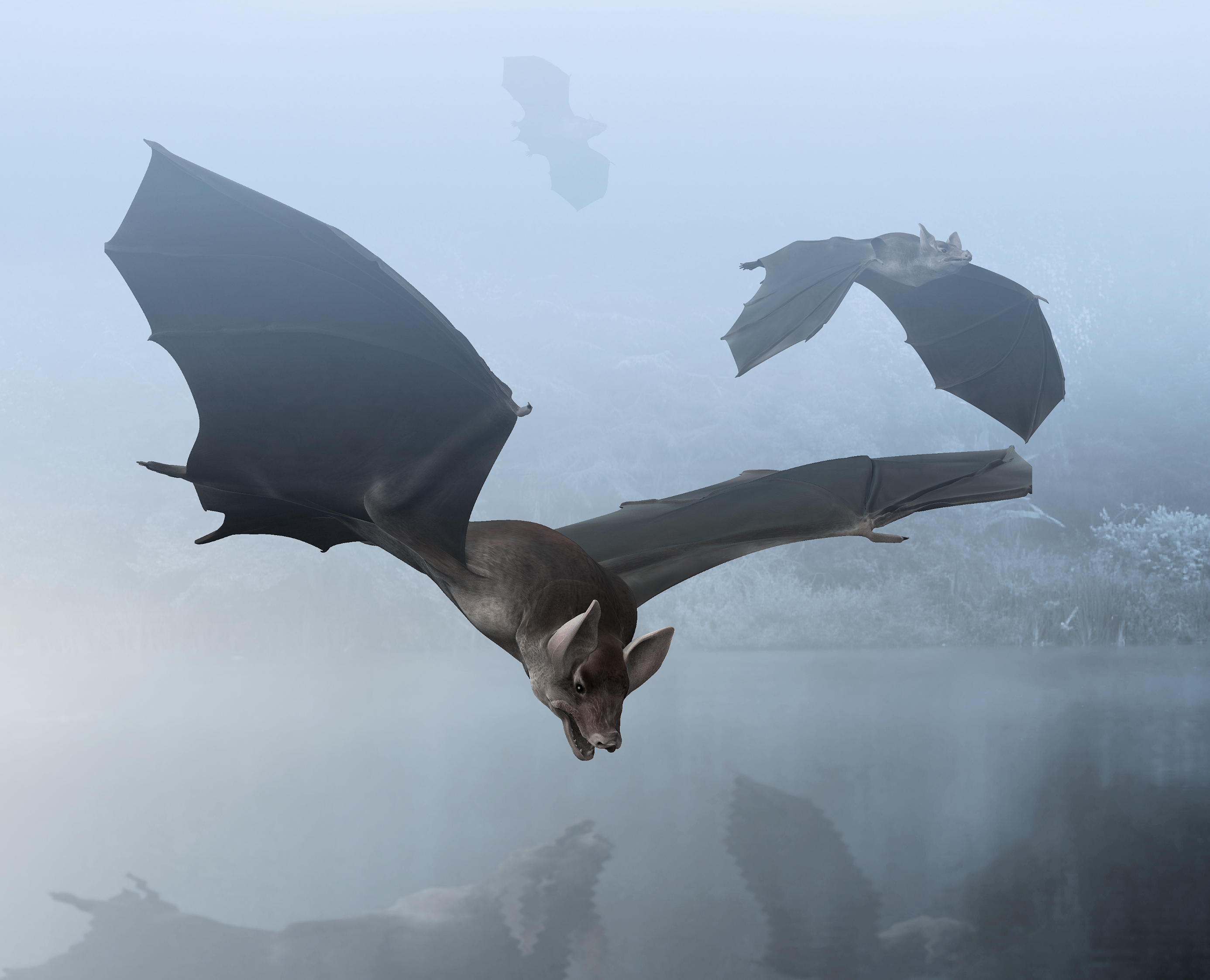
Художня реконструкція

Вид названий у 1917 році швейцарським палеонтологом П'єром Ревіліодом. Латинська назва Palaeochiropteryx походить від грецького словосполучення, що означає «давній рукокрилий».

## Скам'янілості
Численні скам'янілі рештки виявлені у відкладеннях кар'єру Мессель у Німеччині. Датуються середнім еоценом (48 млн років). Скам'янілості добре збереглися. На них видно відбитки хутра по контуру тіла, вуха, мембрана крил та, навіть, вміст шлунку.

## Опис

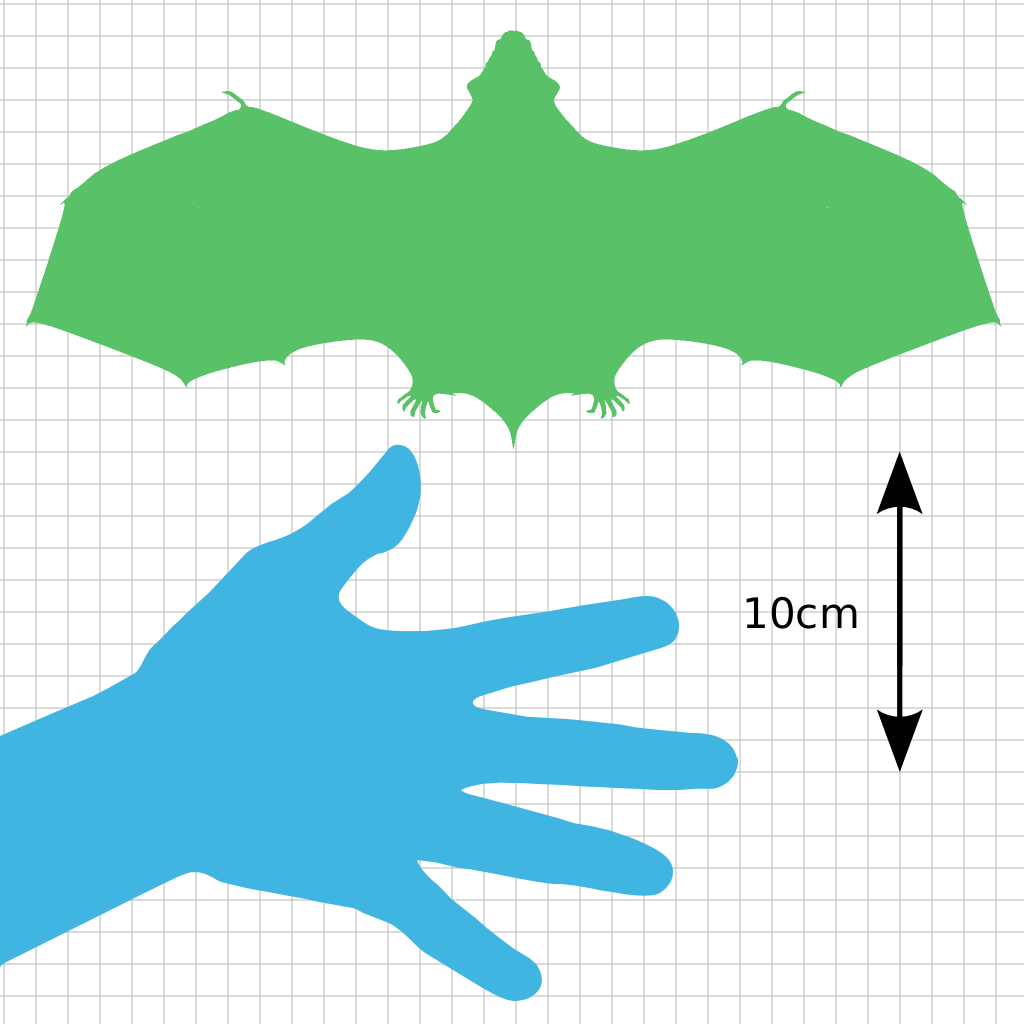
Розміри Palaeochiropteryx

Незважаючи на давній вік, Palaeochiropteryx майже не відрізнявся від сучасних рукокрилих. Це був дрібний кажан з розмахом крил 25-30 см та оціночною вагою 7-13 г. Крила короткі, але широкі, що свідчить про адаптацію до повільного, але маневреного польоту під лісовим навісом та серед щільної рослинності. До архаїчних ознак можна віднести наявність кігтя на вказівному пальці.
Відомий повний зубний ряд Palaeochiropteryx. У них було 38 зубів, що складалися з чотирьох верхніх і шести нижніх різців, чотирьох іклів, дванадцять премолярів і дванадцять молярів. Їхня зубна формула схожа до сучасних кажанів роду Myotis.
Забарвлення хутра, подібно до сучасних рукокрилих, було червонувато-коричневого кольору. Будова тіла вказує, що кажан уже мав здатність до ехолокації. Харчувався, ймовірно, нічними комахами.